# Иоаннисиани, Баграт Константинович
Багра́т Константи́нович Иоаннисиа́ни (Иоаннисьян) (23 октября [5 ноября] 1911, Эривань — 10 декабря 1985 года, Ленинград) — советский конструктор астрономических инструментов. Герой Социалистического Труда. Лауреат Ленинской премии. Доктор технических наук.
Являлся главным конструктором БТА — самого крупного на то время в мире телескопа (ныне самый крупный в Евразии), вступившего в строй в 1975 году в Специальной астрофизической обсерватории. Один из крупнейших в мире менисковый телескоп АС-32 с автоматической системой управления (установленный в Абастуманской обсерватории) был сконструирован (совместно с Максутовым) Иоаннисиани. Также является автором ряда новых оригинальных конструкций астрономических инструментов. Именем Иоаннисиани названа малая планета (2450 Ioannisiani).

## Биография
Родился в армянской семье. С 1930 года работал на Ленинградском машиностроительном заводе «Красная заря» — сначала рабочим, а затем чертёжником. В 1933 году окончил курсы повышения квалификации для конструкторов. В 1936 году поступил на Государственный оптико-механический завод (ныне ЛОМО), на котором, с некоторыми перерывами, работал до конца жизни. В годы Великой Отечественной войны был инженером-конструктором в Казани. С 1945 года — ведущий конструктор Государственного оптического института. В 1954—1960 годах работал также в Пулковской обсерватории, где совместно с Д. Д. Максутовым начал работы по внедрению менисковых систем в астрономию.
Является автором ряда новых оригинальных конструкций астрономических инструментов. Создал небулярный спектрограф АСИ-1 (1949), менисковый телескоп АСИ-2 диаметром 500 мм (1950), серии оригинальных, хотя и малых по размерам инструментов (зеркально-линзовая камера АСИ-4, отражательный телескоп с бесщелевым кварцевым спектрографом АСИ-5, бесщелевой менисковый дифракционно-линзовый спектрограф АС-31), а также (совместно с Д. Д. Максутовым) установленный в Абастуманской обсерватории один из самых больших в мире менисковых телескопов АС-32 с автоматической системой управления (входное отверстие телескопа 700 мм, диаметр главного зеркала 975 мм). По его проекту на ЛОМО сконструирован телескоп-рефлектор ЗТШ (зеркальный телескоп имени Г. А. Шайна) с зеркалом диаметром 2,6 м, один из крупнейших в Европе рефлекторов, установленный в Крымской астрофизической обсерватории в 1961 году. Являлся главным конструктором БТА — самого крупного на то время в мире 6-метрового рефлектора, вступившего в строй в 1975 году в Специальной астрофизической обсерватории.
До самого конца жизни за ним была закреплена должность «главный конструктор БТА», он продолжал решать самые различные вопросы, связанные с техническим обслуживанием «Ока планеты». Б. К. Иоаннисиани был руководителем целой научной и инженерной школы в области разработки и конструирования астрономических приборов. Автором многочисленных трудов по различным вопросам оптического приборостроения. АН СССР присудила ему степень доктора технических наук без защиты диссертации — факт уникальный, поскольку до этого он не только не имел никакой ученой степени, но даже не получил высшего образования.

## Инструменты в создании которых участвовал
- АСИ-1 — небулярный спектрограф (1949)
- АСИ-2 — менисковый телескоп (D=500мм) (1950)
- АСИ-4 — зеркально-линзовая камера
- АСИ-5 — отражательный телескоп с бесщелевым кварцевым спектрографом
- АС-31 — бесщелевой менисковый дифракционно-линзовый спектрограф
- АС-32 — менисковый телескоп (D=700/975мм) (совместно с Максутовым)
- ЗТШ — Зеркальный телескоп Шайна
- БТА

## Награды и звания
- Лауреат Ленинской премии (1957)
- Герой Социалистического Труда (1977).
- орден «Знак Почёта» (1945)
- три ордена Ленина (1961, 1972 и 1977).

## Память
- Именем Иоаннисиани названа малая планета ((2450) Иоаннисиани), открытая Н. С. Черных 1 сентября 1978 года в Крымской астрофизической обсерватории.